# Joseph-François-Louis-Charles de Damas
Joseph-François-Louis-Charles César de Damas D’Antigny (* 28. Oktober 1758; † 5. März 1829 in Paris) war ein französischer Adliger. Er war der Bruder von Roger de Damas.

## Leben
Als Oberst und Adjutant des Jean-Baptiste-Donatien de Vimeur, comte de Rochambeau machte er die Feldzüge von 1780 und 1781 in Nordamerika mit.
Nach seiner Rückkehr mit dem Befehl über ein Dragonerregiment betraut, erhielt er 1791 vom Marquis von Bouillé den Auftrag, mit diesem Regiment die beabsichtigte Flucht Ludwigs XVI. zu decken, verließ aber sein widerspenstiges Regiment und begab sich zum König nach Varennes, wo er verhaftet wurde. In Paris zum Tod verurteilt, wurde er unter dem Konsulat durch Amnestie wieder in Freiheit gesetzt.
Er verließ Frankreich und machte die Feldzüge von 1792 und 1793 in der Armee der Emigranten mit. Schließlich folgte er dann dem Grafen von Artois nach Italien, wurde 1795 zum Maréchal de camp befördert und war im Begriff, an der Expedition von Quiberon teilzunehmen, als er bei Calais Schiffbruch erlitt und von den Republikanern gefangen genommen wurde. Wieder in Freiheit gesetzt begleitete er den Grafen von Artois als Generaladjutant nach Ile-Dieu und diente dann von 1797 bis 1801 in der Armee von Condés. Nachdem das Emigrantengesetz gemildert wurde, lebte er wieder in Paris.
Nach der Restauration wurde er zum Pair von Frankreich, Lieutenant-général und Kapitän der Chevaulegers ernannt. Er folgte Ludwig XVIII. 1815 nach Belgien, wurde dann Kommandant der 18. Militärdivision in Dijon. Am 30. Mai 1825 erhielt er den Herzogstitel. Er starb ohne Erben am 5. März 1829 in Paris.
In den Mémoires relatifs à la révolution (Band 20, Par. 1823) befindet sich von ihm ein Bericht über das Ereignis von Varennes.